# Gāv Jelow
Gāv Jelow (persiska: گاو جلو, كوه جالو, گاو چلو, Gāvjellū) är en ort i Iran.   Den ligger i provinsen Markazi, i den nordvästra delen av landet, 240 km sydväst om huvudstaden Teheran. Gāv Jelow ligger 1 812 meter över havet och antalet invånare är 143.
Terrängen runt Gāv Jelow är kuperad åt sydost, men åt nordväst är den platt.Runt Gāv Jelow är det ganska tätbefolkat, med 120 invånare per kvadratkilometer. Närmaste större samhälle är Mīlājerd, 18,9 km nordväst om Gāv Jelow. Trakten runt Gāv Jelow består i huvudsak av gräsmarker.